# Zyklon B

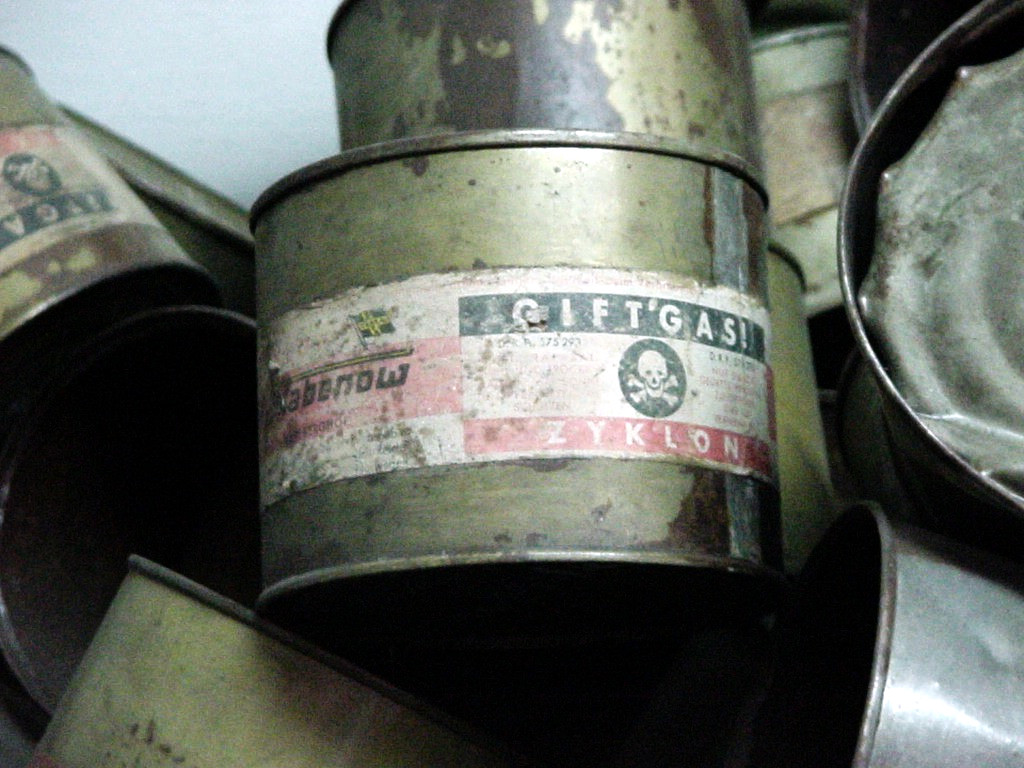
Envàs de Zyklon B usat durant la Segona Guerra Mundial

Zyklon B era la marca registrada d'un insecticida a base de cianur utilitzat a l'Alemanya Nazi durant l'Holocaust, per assassinar milions de persones, fabricat per la companyia IG Farben, que era la unió de la farmacèutica Bayer i de dues altres companyies alemanyes. També conegut com a Cyclon B, consistia en àcid cianhídric, a més d'un estabilitzador i un component aromàtic d'advertiment. S'emmagatzemava en envasos hermètics; en contacte amb l'aire, produïa àcid cianhídric gasós (HCN). El Zyklon B encara es produïx a la República Txeca sota la marca registrada Uragan D2 per a exterminar insectes i rosegadors.